# KNU (아이돌 유닛)
KNU은 일본의 거유 아이돌 유닛으로 멤버들 전원이 전부 G컵 이상이다. 처음에는 KNU23라는 그룹 이름 이었지만, 2012년 1월부터 KNU라는 그룹 이름으로 바뀌었다. KNU는 거유 (巨乳, Kyonyuu)에서 유래한다.